# Eucera tuberculata
Eucera tuberculata là một loài Hymenoptera trong họ Apidae. Loài này được Fabricius mô tả khoa học năm 1793.